# St. Johannes der Täufer (Holungen)

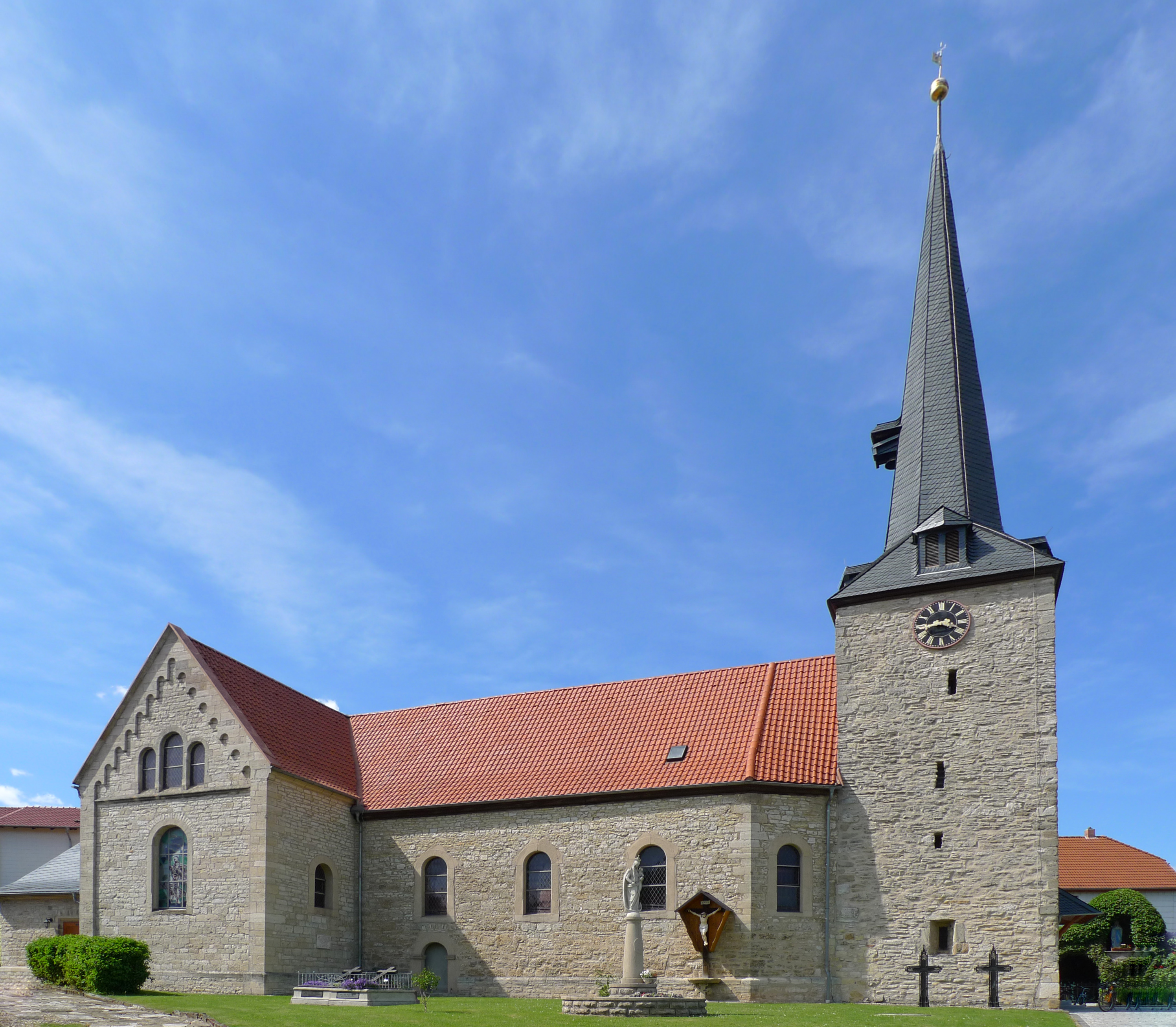
Römisch-Katholische Kirche St. Johannes der Täufer in Holungen

Die römisch-katholische Filialkirche St. Johannes der Täufer steht in Holungen in der Landgemeinde Sonnenstein im thüringischen Landkreis Eichsfeld. Sie ist Filialkirche der Pfarrei St. Marien Bischofferode im Dekanat Leinefelde-Worbis des Bistums Erfurt. Sie trägt das Patrozinium des heiligen Johannes des Täufers.

## Geschichte
Die Geschichte der Holunger Kirche reicht bis ins Mittelalter zurück. Die Vorgängerkirche stand an der Stelle, an der sich heute die Schenke befindet. Später wurde an den Wehr- und Wachturm eine neue Kirche angebaut. Im Dreißigjährigen Krieg wurde die Kirche bis auf den Turm zerstört, konnte aber wieder aufgebaut werden. Am 20. Juni 1893 weihte Weihbischof Augustinus Gockel aus Paderborn die in den vorangegangenen Jahren um ein Querschiff erweiterte Kirche; in diesem Zusammenhang wurde auch der Altar in den Westen verlegt. 1897 schlug ein Blitz in die Kirche ein und die Gemeinde erhielt eine neue große Glocke. 1905 wurde die Kirchturmhaube erneuert und 1908 die Kirchturmuhr eingebaut. Im Ersten Weltkrieg mussten die Glocken abgegeben werden und erst 1922 kamen diese wieder zurück.
Von 1919 bis 1980 gab es in Holungen Hildesheimer Vinzentinerinnen, die der aus Holungen stammende Pfarrer Franz Iseke in den Ort holte. Sie betrieben den Kindergarten und eine ambulante Krankenpflege.
Im Juli 1942 wurden die Glocken für den Zweiten Weltkrieg eingezogen. Am 8. Mai 1951 erhielt die Gemeinde zwei neue Stahlglocken, die Pfingsten geweiht wurden. 1953 wurde der Kirchturm erneuert und 1954 wurden neue Treppen, die Mariensäule und der Dreifaltigkeitsbildstock errichtet. Eine weitere Renovierung war 1975, 1987 wurden die Ziffernblätter und 1989 Fußboden und Heizungsanlage erneuert. 1991 wurde unter anderem das Dach erneuert, die alte Sakristei zum Altarraum umgebaut, eine neue Sakristei angebaut und neue Fenster eingebaut. Im Jahr 2004 wurden die Wege und die Mariengrotte erneuert.

## Orgel
Die Orgel wurde 1895 von Louis Krell gebaut und zuletzt 2007 restauriert. Sie hat 14 Register auf zwei Manualen und Pedal.